# Hans von Funck
Hans Emil Richard Freiherr von Funck (* 23. Dezember 1891 in Aachen; † 14. Februar 1979 in Viersen) war ein deutscher General der Panzertruppe im Zweiten Weltkrieg.

## Leben
Der Sohn des Regierungspräsidenten Paul Johannes von Funck und dessen Ehefrau Marie, geborene von Lützow, machte am Gymnasium in Köslin das Abitur. Von Ostern 1911 bis Sommer 1914 studierte er Rechtswissenschaften in Greifswald und Freiburg. Am 6. November 1915 heiratete er in Göttingen Irmgard von Kritter (* 1896) und aus dieser Ehe gingen die drei Kinder Hans-Joachim, Ingeborg und Burkhard hervor. 1939 wurde seine Ehe geschieden. 1940 ging er seine zweite Ehe mit Maria Freiin von Mirbach ein, aus der der Sohn Arndt entstammt.

### Erster Weltkrieg
Mit Ausbruch des Ersten Weltkriegs trat Funck am 3. August 1914 als Fahnenjunker in die Ersatz-Eskadron des 1. Brandenburgischen Dragoner-Regiments Nr. 2 in Schwedt/Oder ein. Ab 11. Oktober 1914 kam er mit dem Regiment an der Westfront zum Einsatz und wurde dort am Heiligen Abend verwundet. Nach Lazarettaufenthalt und Genesung erfolgte Anfang Februar 1915 seine Überweisung zur Ersatz-Eskadron seines Stammregiments sowie seine dortige Ernennung zum Fähnrich am 23. Februar 1915. Ab 5. Mai 1915 stand er mit dem Regiment wieder an der Front und wurde am 18. Juni 1915 zum Leutnant befördert. Funck gehörte vom 11. März bis 11. April 1916 der 2. Eskadron an, war dann kurzzeitig Ordonnanzoffizier beim Stab des Reserve-Dragoner-Regiments Nr. 2 und wurde ab 10. Mai 1916 als MG-Zugführer verwendet. Es folgten ab 16. Dezember 1916 Verwendungen im Reserve-Dragoner-Regiment Nr. 12, zunächst als Verpflegungs- und Nachschuboffizier, dann als Gerichtsoffizier. Schließlich setzte man ihn als Führer der 1. Eskadron, dann ab 25. Oktober 1917 als Führer der 2. MG-Eskadron ein. Funck wurde am 18. März 1918 nach Tongern zur 1. Kompanie des MG-Schützen-Kommandos West versetzt und einen Monat später übernahm er die 3. Kompanie der MG-Schützen-Abteilung 11, die er über das Kriegsende hinaus führen sollte. Für sein Wirken während des Krieges erhielt er neben beiden Klassen des Eisernen Kreuzes das Hanseatenkreuz Hamburg sowie das Verwundetenabzeichen in Silber.

### Zwischenkriegsjahre
Funck wurde am 6. Februar 1919 zu seinem Stammregiment zurück versetzt, dort Führer der MG-Eskadron und mit dieser beim Grenzschutz Ost eingesetzt. Am 1. September 1919 erfolgte seine Übernahme in die Reichswehr, wo er zunächst im Reichswehr-Kavallerie-Regiment 15, dann ab 3. Februar 1920 im 6. (Preußisches) Reiter-Regiment diente. Am 1. April 1923 erfolgte seine Beförderung zum Oberleutnant. Ab 1. Oktober 1924 kommandierte man ihn zum I. Lehrgang der Führergehilfenausbildung beim Wehrkreis-Kommando II und versetzte ihn ein Jahr später zur weiteren Ausbildung zum Stab der 2. Division. Ein weiteres Jahr später folgte die Versetzung in das Reichswehrministerium. Nach weiteren Ausbildungsstationen bei der 1. Kraftfahr-Abteilung, dem 1. Pionier-Bataillon sowie der 1. Nachrichten-Abteilung, kam Funck am 1. Oktober 1927 in die 4. Eskadron des 6. (Preußischen) Reiter-Regiments nach Demmin. Dort wurde er am 1. April 1928 zum Rittmeister befördert, einen Monat darauf zum Gruppenkommando 1 und am 1. Oktober 1928 in die Heeres-Ausbildungs-Abteilung (T4) des Reichswehrministeriums abkommandiert. Am 1. April 1930 wurde Funck schließlich dorthin versetzt. Vom 1. Oktober 1932 bis zum 30. Juni 1933 war er Chef der 1. Eskadron des 11. (Preußisches) Reiter-Regiments in Ohlau, wurde anschließend 1. Adjutant des Chefs der Heeresleitung (ab 1935 Oberbefehlshaber des Heeres) und diente in dieser Funktion den Generalobersten Kurt von Hammerstein-Equord und Werner von Fritsch. In dieser Funktion wurde er am 1. August 1934 zum Major und am 1. September 1936 zum Oberstleutnant befördert.
Funck trat am 16. September 1936 kurzzeitig zur Luftwaffe über und war beim Reichsminister der Luftfahrt und Oberbefehlshaber der Luftwaffe tätig. Bereits am 30. November 1936 kehrte er zum Heer zurück und war Militärattaché bei der Deutschen Vertretung am Sitz der Nationalen Regierung in Spanien. In dieser Funktion beförderte man Funck am 16. März 1939 zum Oberst und ab 1. August 1939 war er zugleich auch Militärattaché an der Deutschen Botschaft in Lissabon.

### Zweiter Weltkrieg
Nach dem Beginn des Zweiten Weltkrieges kehrte Funck im Oktober 1939 nach Deutschland zurück und wurde dort zunächst Kommandeur des Panzer-Regiments 5, dann der 3. Panzer-Brigade. Am 1. Januar 1941 erhielt er die Beförderung zum Generalmajor. Noch im gleichen Monat wurde Funck mit dem Kommando über den neugebildeten Sperrverband Libyen betraut, der den drohenden Zusammenbruch der italienischen Truppen in Nordafrika verhindern sollte. Er reiste persönlich nach Libyen voraus, um dort die Lage zu erkunden. Aufgrund seines Berichtes entschloss sich Hitler, den Sperrverband zu einem Panzerkorps auszuweiten. Funck tauschte darum sein Kommando mit dem erfahrenen Generalleutnant Erwin Rommel und wurde dessen Nachfolger als Kommandeur der 7. Panzer-Division.
Nach Beginn des Unternehmens Barbarossa kämpfte er mit seiner Einheit am Mittel- und Südabschnitt der Ostfront. Am 15. Juli 1941 erhielt er das Ritterkreuz des Eisernen Kreuzes wegen seines Einsatzes in Wilna. Sein Verband war zeitweise der Armeeabteilung Hollidt unterstellt und bei Operationen am Don und im Donez-Becken im Einsatz. In diesem Zusammenhang wurde ihm am 14. März 1943 das Deutsche Kreuz in Gold sowie am 22. August 1943 das Eichenlaub zum Ritterkreuz des Eisernen Kreuzes (278. Verleihung) verliehen. Am 1. März 1944 wurde er General der Panzertruppe und zwei Tage später Kommandierender General des XXXXVII. Panzerkorps, zunächst an der Ost- und später an der Westfront. Am 4. September 1944 ging er in die Führerreserve des OKH, aus der er am 28. Februar 1945 verabschiedet wurde. Mit der deutschen Kapitulation geriet Funck am 8. Mai 1945 in sowjetische Kriegsgefangenschaft, aus der er am 9. Oktober 1955 entlassen wurde.